# Campeonato Sudamericano de Clubes Campeones 2003
El Campeonato Sudamericano de Clubes Campeones 2003 fue la trigésimo novena edición de lo que era el torneo más importante de clubes de baloncesto en Sudamérica, después de la Liga Sudamericana de Clubes. Participaron 9 equipos de seis países sudamericanos: Argentina, Brasil, Colombia, Ecuador, Paraguay y Venezuela.
El ganador de esta edición fue el equipo venezolano Delfines de Miranda.

## Equipos participantes
| País              | Equipo                                                | Vía de clasificación                                           |
| ----------------- | ----------------------------------------------------- | -------------------------------------------------------------- |
| Argentina 1 cupo  | Gimnasia y Esgrima (CR)                               | 3º en la Liga Nacional de Básquet 2002-03                      |
| Brasil 1 cupo     | Ribeirão Preto                                        | Campeón de la Liga Nacional de Basquete 2003                   |
| Colombia 1 cupo   | Paisas de Antioquia                                   | Campeón de la Copa Especial de Baloncesto 2001                 |
| Ecuador 1 cupo    | Club ESPE                                             | Campeón de la Liga Ecuatoriana de Baloncesto 2002              |
| Paraguay 1 cupo   | Deportivo San José                                    | Campeón de la Primera División de Baloncesto de Paraguay 2002  |
| Venezuela 3 cupos | Delfines de Miranda Tanqueros del Zulia Duros de Lara | Campeón del Campeonato Sudamericano de Clubes Campeones 2002 - |

## Fase de grupos

### Grupo A
| Equipo                  | Pts | PJ | PG | PP | PF  | PC  | Dif |
| ----------------------- | --- | -- | -- | -- | --- | --- | --- |
| Gimnasia y Esgrima (CR) | 6   | 3  | 3  | 0  | 237 | 223 | +14 |
| Duros de Lara           | 5   | 3  | 2  | 1  | 264 | 238 | +26 |
| Deportivo San José      | 4   | 3  | 1  | 2  | 246 | 256 | -10 |
| Paisas de Antioquia     | 3   | 3  | 0  | 3  | 210 | 240 | -30 |

|  | Equipos clasificados para las Semifinales. |

| 20 de octubre | Duros de Lara              | 88–71 | Paisas de Antioquia                | Maracaibo                                       |  |
|               |                            |       |                                    |                                                 |  |
|               | Estadísticas Nick Davis 18 | Pts   | Estadísticas 16 Leonardo Gutiérrez | Pabellón: Gimnasio Pedro Elías Belisario Aponte |  |

| 20 de octubre | Gimnasia y Esgrima (CR)          | 86–78 | Deportivo San José              | Maracaibo                                       |  |
|               |                                  |       |                                 |                                                 |  |
|               | Estadísticas Jervaughn Scales 23 | Pts   | Estadísticas 26 Javier Martínez | Pabellón: Gimnasio Pedro Elías Belisario Aponte |  |

| 21 de octubre | Gimnasia y Esgrima (CR)          | 66–64 | Paisas de Antioquia          | Maracaibo                                       |  |
|               |                                  |       |                              |                                                 |  |
|               | Estadísticas Jervaughn Scales 25 | Pts   | Estadísticas 16 John Giraldo | Pabellón: Gimnasio Pedro Elías Belisario Aponte |  |

| 21 de octubre | Duros de Lara              | 95–82 | Deportivo San José               | Maracaibo                                       |  |
|               |                            |       |                                  |                                                 |  |
|               | Estadísticas Nick Davis 27 | Pts   | Estadísticas 27 Quincy Alexander | Pabellón: Gimnasio Pedro Elías Belisario Aponte |  |

| 22 de octubre | Gimnasia y Esgrima (CR)     | 85–81 | Duros de Lara                 | Maracaibo                                       |  |
|               |                             |       |                               |                                                 |  |
|               | Estadísticas David Scott 29 | Pts   | Estadísticas 21 Jesús Centeno | Pabellón: Gimnasio Pedro Elías Belisario Aponte |  |

| 22 de octubre | Deportivo San José              | 86–75 | Paisas de Antioquia                | Maracaibo                                       |  |
|               |                                 |       |                                    |                                                 |  |
|               | Estadísticas Javier Martínez 27 | Pts   | Estadísticas 16 Mauricio Gutiérrez | Pabellón: Gimnasio Pedro Elías Belisario Aponte |  |

### Grupo B
| Equipo              | Pts | PJ | PG | PP | PF  | PC  | Dif |
| ------------------- | --- | -- | -- | -- | --- | --- | --- |
| Delfines de Miranda | 6   | 3  | 3  | 0  | 279 | 249 | +30 |
| Tanqueros del Zulia | 5   | 3  | 2  | 1  | 269 | 238 | +31 |
| Ribeirão Preto      | 4   | 3  | 1  | 2  | 286 | 273 | +13 |
| Club ESPE           | 3   | 3  | 0  | 3  | 233 | 309 | -76 |

|  | Equipos clasificados para las Semifinales. |

| 20 de octubre | Delfines de Miranda           | 102–80 | Club ESPE                     | Maracaibo                                       |  |
|               |                               |        |                               |                                                 |  |
|               | Estadísticas Derrick Brown 25 | Pts    | Estadísticas 22 Eric Cárdenas | Pabellón: Gimnasio Pedro Elías Belisario Aponte |  |

| 20 de octubre | Tanqueros del Zulia           | 96–84 | Ribeirão Preto         | Maracaibo                                       |  |
|               |                               |       |                        |                                                 |  |
|               | Estadísticas Elvis Montero 22 | Pts   | Estadísticas 21 Renato | Pabellón: Gimnasio Pedro Elías Belisario Aponte |  |

| 21 de octubre | Ribeirão Preto                | 112–83 | Club ESPE                     | Maracaibo                                       |  |
|               |                               |        |                               |                                                 |  |
|               | Estadísticas José Edvar Jr 21 | Pts    | Estadísticas 24 Charles Mason | Pabellón: Gimnasio Pedro Elías Belisario Aponte |  |

| 21 de octubre | Delfines de Miranda           | 83–78 | Tanqueros del Zulia              | Maracaibo                                       |  |
|               |                               |       |                                  |                                                 |  |
|               | Estadísticas Derrick Brown 25 | Pts   | Estadísticas 22 Alonzo Goldstone | Pabellón: Gimnasio Pedro Elías Belisario Aponte |  |

| 22 de octubre | Delfines de Miranda             | 94–90 | Ribeirão Preto              | Maracaibo                                       |  |
|               |                                 |       |                             |                                                 |  |
|               | Estadísticas Ángel Caballero 22 | Pts   | Estadísticas 18 Lucas Scher | Pabellón: Gimnasio Pedro Elías Belisario Aponte |  |

| 22 de octubre | Tanqueros del Zulia              | 95–70 | Club ESPE                     | Maracaibo                                       |  |
|               |                                  |       |                               |                                                 |  |
|               | Estadísticas Daniel Rodríguez 16 | Pts   | Estadísticas 21 Charles Mason | Pabellón: Gimnasio Pedro Elías Belisario Aponte |  |

## Campeonato
|  | Semifinales | Semifinales         | Semifinales |                     |    | Final              | Final               | Final        |  |
|  |             |                     |             |                     |    |                    |                     |              |  |
|  |             |                     |             |                     |    |                    |                     |              |  |
|  | 1A          | Gimnasia y Esgrima  | 96          |                     |    |                    |                     |              |  |
|  | 1A          | Gimnasia y Esgrima  | 96          |                     |    |                    |                     |              |  |
|  | 2B          | Tanqueros del Zulia | 84          |                     |    |                    |                     |              |  |
|  | 2B          | Tanqueros del Zulia | 84          |                     | 1A | Gimnasia y Esgrima | 85                  |              |  |
|  |             |                     |             |                     | 1A | Gimnasia y Esgrima | 85                  |              |  |
|  |             |                     | 1B          | Delfines de Miranda | 88 |                    |                     |              |  |
|  | 1B          | Delfines de Miranda | 1B          | Delfines de Miranda | 88 | 84                 |                     |              |  |
|  | 1B          | Delfines de Miranda |             |                     |    | 84                 |                     |              |  |
|  | 2A          | Duros de Lara       | 78          |                     |    | Tercer lugar       | Tercer lugar        | Tercer lugar |  |
|  | 2A          | Duros de Lara       | 78          |                     |    | Tercer lugar       | Tercer lugar        | Tercer lugar |  |
|  |             |                     |             |                     |    |                    |                     |              |  |
|  |             |                     |             |                     |    | 2A                 | Duros de Lara       | 94           |  |
|  |             |                     |             |                     |    | 2A                 | Duros de Lara       | 94           |  |
|  |             |                     |             |                     |    | 2B                 | Tanqueros del Zulia | 82           |  |
|  |             |                     |             |                     |    | 2B                 | Tanqueros del Zulia | 82           |  |
|  |             |                     |             |                     |    |                    |                     |              |  |

### Semifinales
| 24 de octubre | Gimnasia y Esgrima (CR)                                                     | 96–84 | Tanqueros del Zulia                                                             | Maracaibo                           |  |
|               |                                                                             |       |                                                                                 |                                     |  |
|               | Estadísticas Jervaughn Scales (19) David Scott (18) Pablo Albertinazzi (14) | Pts   | Estadísticas Daniel Domínguez (17) Gregory Vallenilla (14) Alexander Tovar (14) | Pabellón: Gimnasio Mauricio Johnson |  |

| 24 de octubre | Delfines de Miranda | 84–78 | Duros de Lara | Maracaibo                           |
|               |                     |       |               |                                     |
|               |                     |       |               | Pabellón: Gimnasio Mauricio Johnson |

### Tercer puesto
| 24 de octubre | Duros de Lara                 | 94–88 | Tanqueros del Zulia              | Maracaibo                                       |  |
|               |                               |       |                                  |                                                 |  |
|               | Estadísticas Jesús Centeno 15 | Pts   | Estadísticas 19 Alonzo Goldstone | Pabellón: Gimnasio Pedro Elías Belisario Aponte |  |

### Final
| 24 de octubre, 19:00 | Gimnasia y Esgrima (CR)                                 | 85–88 | Delfines de Miranda                                                      | Maracaibo |  |
|                      | Parciales: 24-23, 46-44, 66-66                          |       |                                                                          | |  |
|                      | Estadísticas Jervaughn Scales (25) Franco Migliori (10) | Pts   | Estadísticas Derrick Brown (21) Victor David Díaz (15) Carl Herrera (12) | Pabellón: Gimnasio Pedro Elías Belisario Aponte Asistencia: 4000 espectadores Árbitros: Alberto Díaz Javier Ortíz |  |

## Estadísticas

### Líderes individuales
| Categoría           | Jugador            | Equipo                | Estadística |
| ------------------- | ------------------ | --------------------- | ----------- |
| Puntos totales      | Jervaughn Scales   | Gimnasia y Esgrima CR | 115 puntos  |
| Rebotes totales     | Nick Davis         | Duros de Lara         | 40          |
| Asistencias totales | Nezinho Dos Santos | Ribeirão Preto        | 28          |
| Tapones totales     | Richard Lugo       | Delfines de Miranda   | 9           |
| Triples totales     | Victor David Díaz  | Delfines de Miranda   | 18          |